# 威尼斯之狮

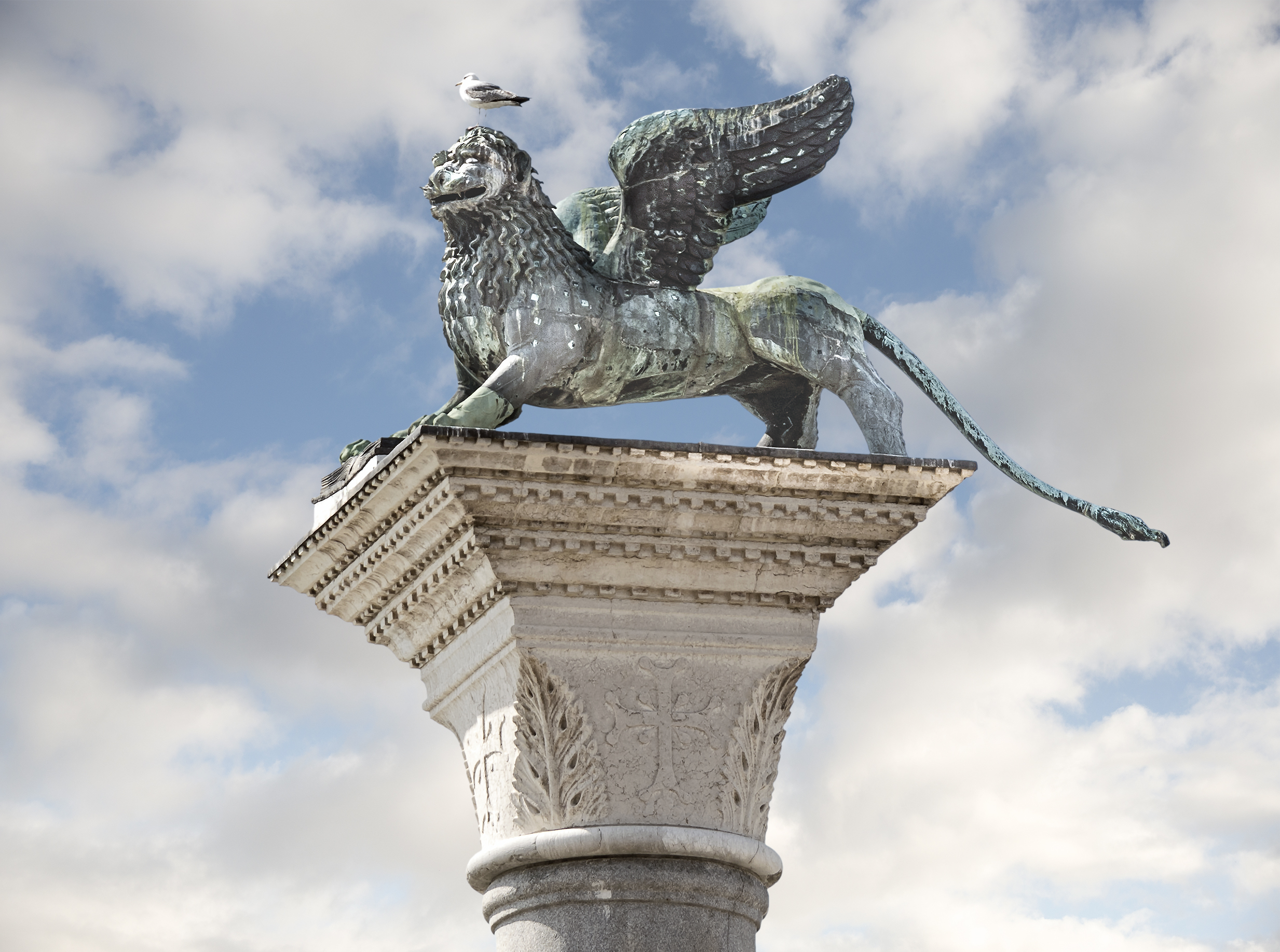

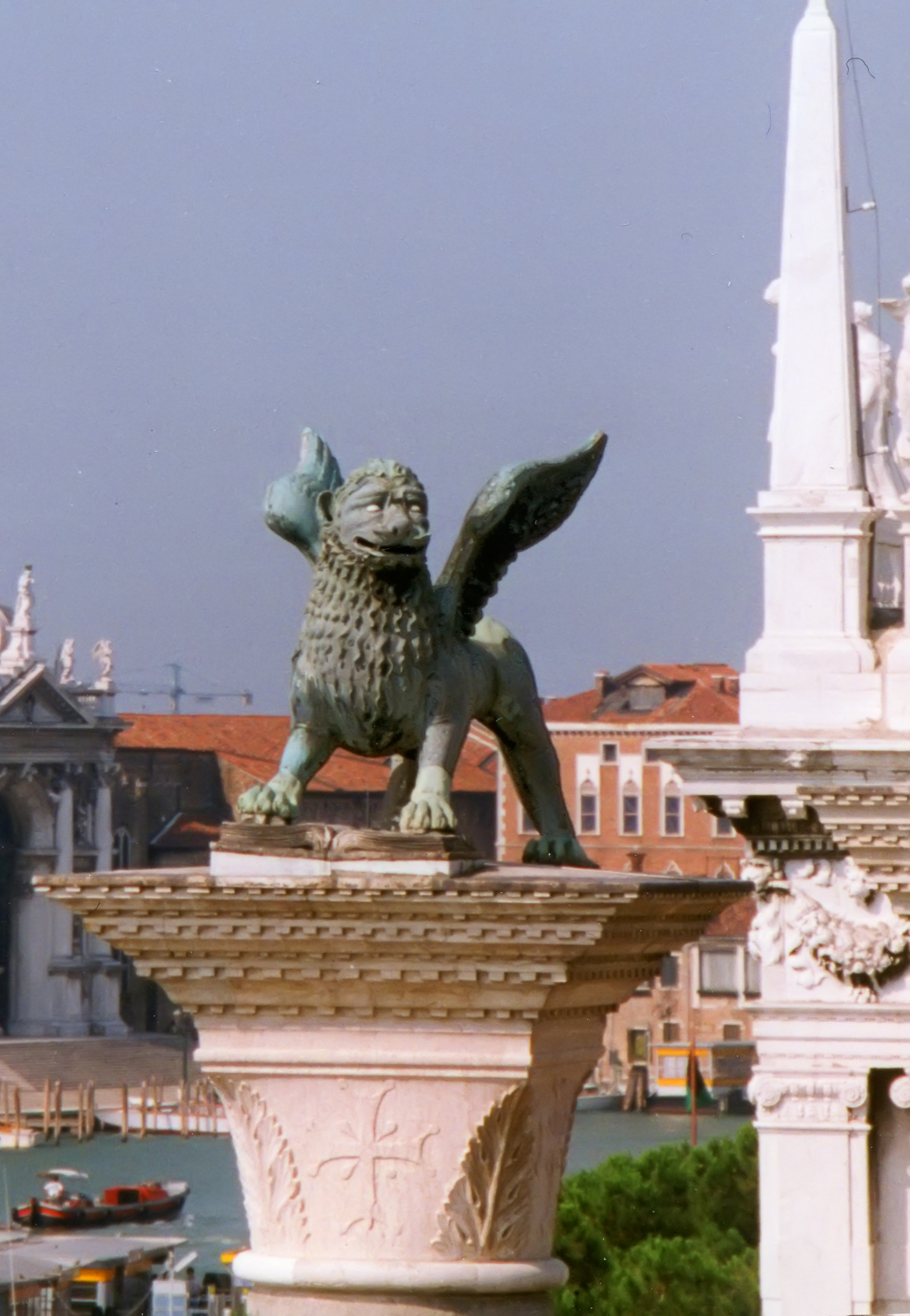

威尼斯狮子是一个古老的青铜翼狮雕塑，位于意大利威尼斯的圣马可广场，重約3,000公斤。它是威尼斯城市的象征，也是威尼斯的主保圣人圣马尔谷的象征。
这尊雕塑位于广场上的双柱圣马可和圣托达洛柱中一根柱子的柱顶，据认为竖立于1172-1177年，总督塞巴斯蒂安·齐亚尼统治期间， 或约1268年。 對其青銅合金的鉛同位素分析證明，其材料來源於長江中下游流域，且很可能鑄於唐代，但具體何時、如何抵達威尼斯仍不得而知。另外從風格上看，該雕塑也與唐代典型的鎮墓獸有共同的特徵。
數世紀以來，獅子經歷了多次修復。17世紀90年代，拿破崙劫掠了這座雕塑並將其運往巴黎，1815年運回威尼斯時遭到損壞，後由威尼斯雕塑家Bartolomeo Ferrari修復，在保留大部分原始結構的同時，在雕塑的前爪下增加了一本鉛製的書。